# Dekanat Osielsko
Dekanat Osielsko – jeden z dwudziestu jeden dekanatów w rzymskokatolickiej diecezji bydgoskiej.

## Parafie
W skład dekanatu wchodzi 8 parafii (kolejność według dat erygowania parafii):
| Lp | Miejscowość / parafia                                   | Rok erygowania | Patron                                           | Odpust parafialny      | Uwagi | Zdjęcie |
| -- | ------------------------------------------------------- | -------------- | ------------------------------------------------ | ---------------------- | --- | ------- |
| 1  | Dobrcz św. Wawrzyńca                                    | XII w.         | św. Wawrzyniec z Rzymu                           | 10 sierpnia            | Kościół parafialny wzniesiony w latach 1850-1859 |         |
| 2  | Osielsko Narodzenia NMP                                 | pocz. XV w.    | Narodzenie Najświętszej Maryi Panny              | 6 sierpnia, 8 września | Kościół parafialny z 1844 roku (w rejestrze zabytków) www |         |
| 3  | Żołędowo Podwyższenia Krzyża Świętego                   | 1582           | Podwyższenie Krzyża Świętego                     | 14 września            | Drewniany kościół parafialny z 1715 roku (w rejestrze zabytków); w parafii znajduje się dom zakonny sióstr pasterek www |         |
| 4  | Strzelce Górne św. Stanisława Kostki                    | 1986           | św. Stanisław Kostka                             | 18 września            | www |         |
| 5  | Kotomierz św. Alberta Chmielowskiego                    | 1987           | św. Adam Chmielowski                             | 17 czerwca             | |         |
| 6  | Włóki Matki Bożej Królowej Polski                       | 1992           | Najświętsza Maryja Panna Królowa Polski          | 3 maja                 | Na terenie parafii znajdują się kościoły filialne: drewniany kościół św. Marii Magdaleny we Włókach z końca XVII w. oraz szachulcowy kościół Niepokalanego Poczęcia Najświętszej Maryi Panny w Kozielcu (oba w rejestrze zabytków) |         |
| 7  | Maksymilianowo św. Maksymiliana Kolbego                 | 1992           | św. Maksymilian Maria Kolbe                      | 14 sierpnia            | |         |
| 8  | Niemcz Najświętszej Maryi Panny Wspomożycielki Wiernych | 2004           | Najświętsza Maryja Panna Wspomożycielka Wiernych | 24 maja                | www |         |